# 馬來西亞—挪威關係
馬來西亞－挪威關係是指馬來西亞和挪威之間的外交關係。兩國均為採行君主立憲制的國家。挪威在吉隆坡設有大使館。馬來西亞暫未在挪威設立大使館，對挪威的相關事務由馬來西亞駐瑞典大使館兼轄，馬來西亞也在奧斯陸設有名譽領事館，以維持雙邊關係。

## 國防關係
挪威向馬來西亞提供了一些軍事裝備和國防服務。